# 寡刺樸麗魚
寡刺樸麗魚，為輻鰭魚綱鱸形目隆頭魚亞目慈鯛科的其中一種，分布於非洲維多利亞湖流域，體長可達8.3公分，棲息在中底層水域，生活習性不明。

## 擴展閱讀
維基物種上的相關：寡刺樸麗魚